# Салтайс, Гунар Янович
Гунар Янович Салтайс (18 апреля 1930 года, Латвия — 1997 год, Латвия) — капитан-директор большого морозильного рыболовного траулера «Леон Паэгле» Управления экспедиционного лова, Латвийская ССР. Герой Социалистического Труда (1963).
Трудовую деятельность начал в 1949 году. Работал на различных судах моряком, рулевым. С 1956 года — капитан рыболовных судов, затем — капитан-директор рыболовного траулера «Леон Паэгле» Управления экспедиционного лова.
Указом Президиума Верховного Совета СССР от 13 апреля 1963 года удостоен звания Героя Социалистического Труда «за выдающиеся успехи в достижении высоких показателей в отлове рыбы и производстве рыбной продукции» с вручением ордена Ленина и золотой медали Серп и Молот.
С 1971 года — председатель рыболовецкого колхоза «9 мая».
Умер в 1997 году.